# Zij al-Sindhind
Zīj al-Sindhind (in arabo ﺯﻳﺞ ﺍﻟﺴﻨﺪﻫﻨﺪ‎?, Zīj al‐Sindhind, lett. "Tavole astronomiche del Sindhind", dal termine sanscrito siddhānta, "sistema" o "trattato") è un lavoro indiano di zīj (manuale astronomico con tavole usate per calcolare le posizioni dei corpi celesti) che fu parzialmente tradotto verso il 773 alla corte del califfo abbaside al-Manṣūr a Baghdad. 
Al-Manṣūr richiese infatti una traduzione in arabo dal sanscrito di questo siddhānta (che costituiva una parte del Brāhmasphuṭasiddhānta, composto da Brahmagupta a Bhillamāla (Rajasthan meridionale) nel 628, in onore del signore della dinastia Cāpa Vyāghramukha (Fiyāghra in arabo) ). 
Si ha motivo di credere che l'astronomo e traduttore dell'VIII secolo, Muhammad ibn Ibrahim al-Fazari, abbia contribuito a questa traduzione, assieme a suo padre Ibrahim al-Fazari e a Ya'qub ibn Tariq
L'interesse dei musulmani per l'astronomia era tanto accentuato che nel 771 una missione indiana si era recata nella capitale abbaside "per insegnarvi le scienze indiane e per cooperare nella traduzione di testi in arabo".
Il lavoro sarà completato da al-Khwarizmi: ragion per cui la sua fatica fu chiamata Zīj al‐Sindhind al‐kabīr, in arabo ﺯﻳﺞ ﺍﻟﺴﻨﺪﻫﻨﺪ ﺍﻟﻜﺒﻴﺮ ("Grande Zīj al‐Sindhind").

## Contenuto
Fu il primo lavoro di Zīj, basato su metodi astronomici indiani, indicati come Sindhind. Il lavoro contiene Tavole relative al movimento del Sole, della Luna e dei cinque pianeti noti al tempo. È approssimativamente articolato in 37 capitoli su calcoli calendariali e astronomici e in 116 Tavole con calendario, dati astronomici e astrologici, come pure una tavola dei valori del seno.